# Giải thưởng

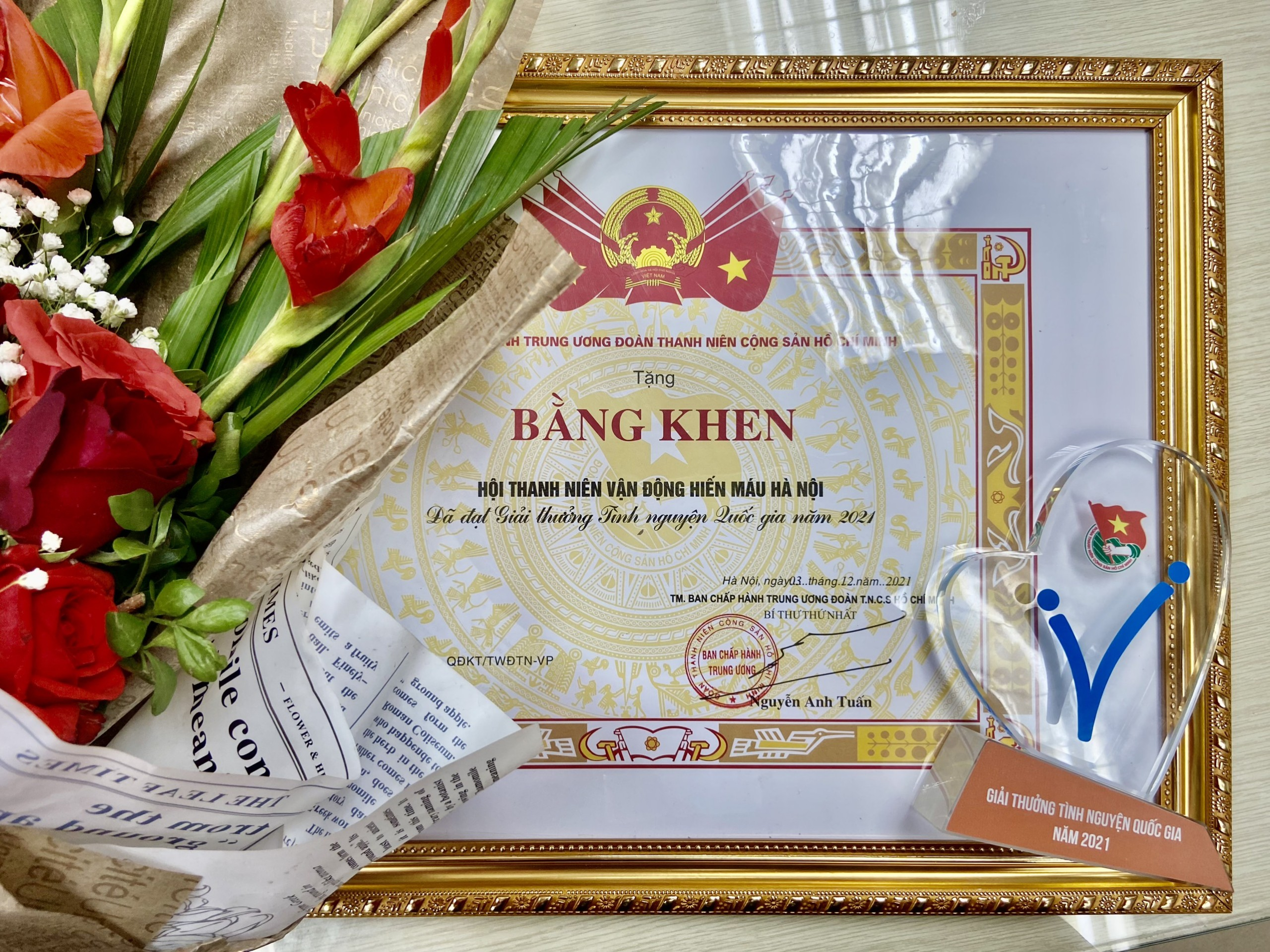
Giải thưởng Tình nguyện Quốc gia được trao tặng gồm hoa, bằng khen và cúp pha lê lưu niệm

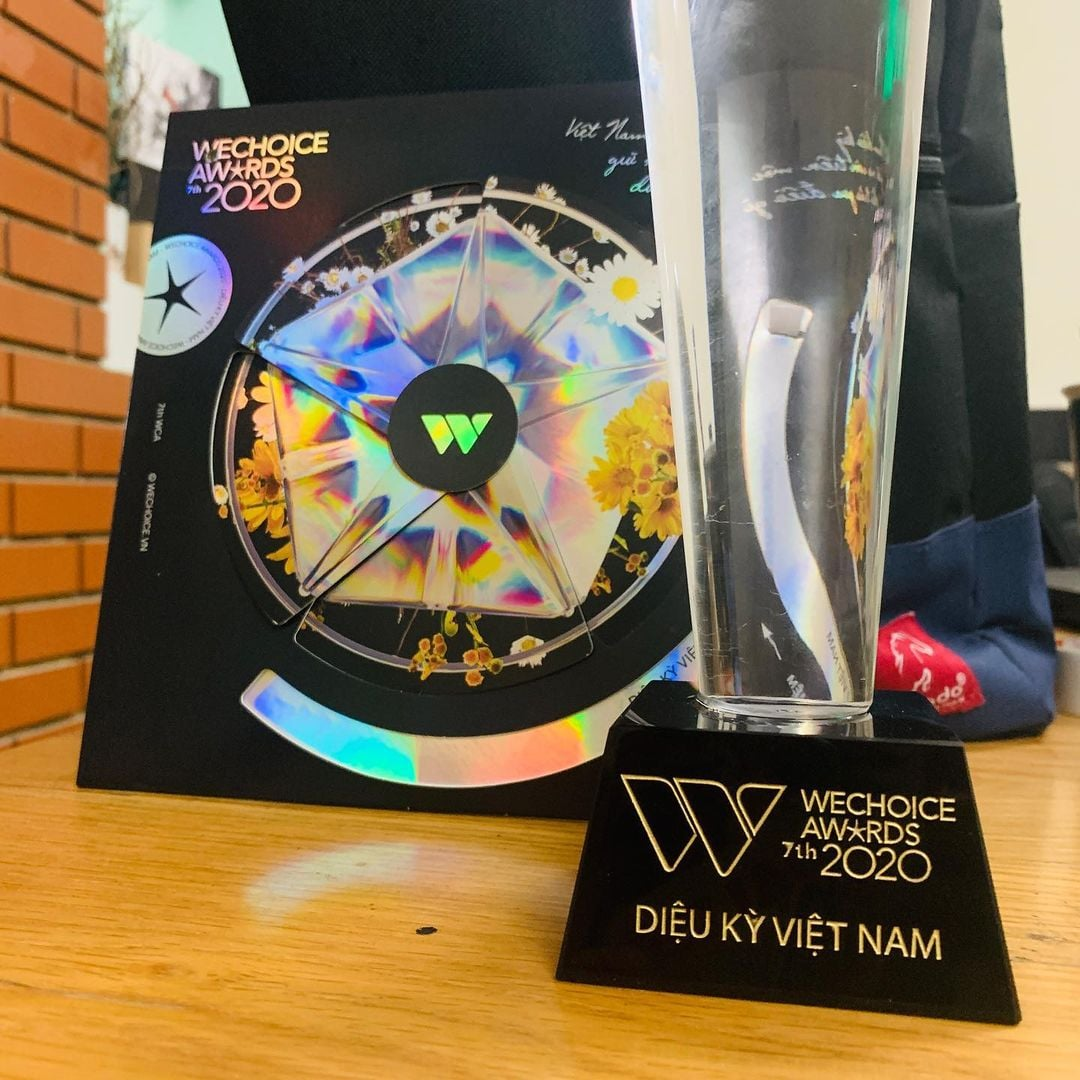
Một giải thưởng lưu niệm

Giải thưởng (tiếng Anh: Award) là hiện vật vinh danh được trao cho người nhận như một chỉ dấu cho sự công nhận sự xuất sắc trong một lĩnh vực nhất định. Khi vật phẩm vinh danh được trao là huy chương, ruy băng (dải băng danh dự) hoặc vật phẩm khác được thiết kế để đeo, nó được gọi là vật trao huy chương. Giải thưởng có thể được mô tả theo ba khía cạnh là ai được trao, được trao cái gì, và ai trao, tất cả đều khác nhau tùy theo mục đích. Người nhận thường là một cá nhân, chẳng hạn như sinh viên hoặc vận động viên, hoặc đại diện của một nhóm người, có thể là một tổ chức, một đội thể thao hoặc cả một quốc gia. Giải thưởng thường được trao trong một buổi lễ trao giải để tôn vinh người chiến thắng.
Hiện vật khen thưởng có thể là một vật trang trí, hiện vật kỷ niệm, vật lưu niệm, đó là một phù hiệu để đeo, chẳng hạn như huy chương, huy hiệu hoặc dải hoa đeo. Nó cũng có thể là một vật tượng trưng như chứng chỉ, bằng tốt nghiệp, bằng khen, giấy khen, đai vô địch, cúp hoặc bảng danh dự. Giải thưởng cũng có thể hoặc đi kèm với danh hiệu vinh dự, cũng như hiện vật có giá trị trực tiếp (hiện vật cao quý) hoặc kèm tiền thưởng hoặc học bổng. Giải thưởng có thể được trao tặng như một phần thưởng của nhà nước từ những quốc gia có chủ quyền, triều đại hoặc cơ quan công quyền khác, hoặc một tổ chức hoặc cá nhân tư nhân khác. Loại thứ hai cũng có thể bao gồm các cơ quan có thẩm quyền của các hiệp hội, chẳng hạn như trong trường hợp các giải thưởng của hiệp hội, thiết chế khác. Ví dụ, giải Nobel ghi nhận những đóng góp cho xã hội, trong khi giải Pulitzer tôn vinh những thành tựu văn học.
Một giải thưởng cũng có thể chỉ đơn giản là một sự thừa nhận xuất sắc của công chúng, mà không có bất kỳ dấu hiệu hoặc giải thưởng hữu hình nào. Giải thưởng cho các giải đấu thể thao thường có dạng cúp, theo truyền thống bắt nguồn từ chiếc kiềng ba chân của người Hy Lạp cổ đại được trao cho người chiến thắng trong các cuộc thi thể thao. Cúp Stanley là một ví dụ thời hiện đại. Ngược lại, phần thưởng để ghi nhận cho những nhân viên đạt thành tích thường ở dạng huy chương, kỷ niệm chương hoặc vật lưu niệm bằng pha lê. Một giải thưởng có thể mang theo một phần thưởng bằng tiền được trao cho người nhận bên cạnh sự ghi nhận, vinh danh và tôn vinh. Cuối cùng, một giải thưởng có thể công nhận sự tham gia hơn là kết quả chiến thắng. Có tranh cãi về sự phù hợp của giải thưởng tham gia cho học sinh ở các trường Hoa Kỳ.